# Jabba the Hutt
Jabba the Hutt (Jabba, o Hutt, cujo nome completo é Jabba Desilijic Tiure) é um personagem fictício da saga de space opera do diretor norte-americano George Lucas, Star Wars. É apresentado como um gângster alienígena corpulento e com formato de lesma,   também já descrito como a de um sapo ou até mesmo o Gato de Cheshire, que serve como antagonista menor durante a primeira fase da série por ser credor de Han Solo.

## Aparições

### Filmes
Jabba é mencionado já no primeiro filme da série, A New Hope, como o credor de Han Solo que manda o mercenário Greedo para lidar com o fato de Solo ter jogado fora a carga ilegal de Jabba diante de uma barreira alfandegária de cargueiros imperiais. Na edição especial do filme lançada em 1997, uma cena cortada do filme original acrescenta um Jabba digital falando com Solo antes deste sair de Tatooine na Millennium Falcon.
A primeira aparição física de Jabba é em Return of the Jedi, no qual Luke Skywalker lidera uma equipe que tenta resgatar Solo - mandado congelado em Carbonita por Boba Fett no final do filme anterior - do palácio de Jabba em Tattooine. É mostrado abusando de diversos de seus subordinados, e raptando a Princesa Leia para usá-la como escrava sexual. Enquanto Luke e Lando Calrissian atacam os guardas de Jabba, Leia o estrangula com as mesmas correntes que a mantém presa na nave.
Em The Phantom Menace, Jabba pode ser visto dando início à corrida de pods  vencida por Anakin Skywalker.
No filme animado Star Wars: The Clone Wars, o filho de Jabba, Rotta, é salvo por Anakin e Ahsoka Tano para garantir que o Hutt dê permissão de passagem à República no seu território.
Na primeira aparição, Jabba era um boneco animatrônico desenhado por Phil Tippett e Stuart Freeborn, manipulado por seis titiriteiros e com a voz de  Larry Ward - que desenvolveu a língua Huttesa com o sonoplasta Ben Burtt, e também dublou Greedo no filme original. Na cena originalmente cortada de Uma Nova Esperança, Jabba era o ator Declan Mulhouland com um casaco peludo, substituído por um Jabba em computação gráfica (que ainda assim foi substituído por uma versão mais similar ao Jabba de Return of the Jedi para o DVD em 2004), mesma técnica usada para o original. Em The Clone Wars, Jabba é dublado por Kevin Michael Richardson.

### Outros
Além dos filmes, Jabba, o Hutt também é citado na literatura da série, onde também é conhecido pelo seu nome completo, Jabba Desilijic Tiure.